# NatHosting
Nationales Hosting elektronischer Ressourcen, kurz NatHosting, beschreibt ein von der Deutschen Forschungsgemeinschaft (DFG) gefördertes Projekt zur Absicherung der dauerhaften Verfügbarkeit und Langzeitarchivierung digitaler Publikationen.

## Projektkonzept
NatHosting sollte das Problem lösen, dass die meisten digitalen Publikationen (E-Journals, E-Books …) nicht direkt bei Bibliotheken vorrätig gehalten werden und somit deren ständige Verfügbarkeit nicht garantiert werden kann. Der Zugriff auf digitale Publikationen erfolgt, indem Bibliotheksnutzer über OPACs und Datenbanken zu Verlagsplattformen weitergeleitet werden, welche die gesuchten Publikationen bereitstellen. Aus diversen Gründen kann es jedoch zum Ausfall dieses Zugangs auf Grund eines sogenannten Trigger Events kommen:
- Publisher cannot host appropriately (unzureichendes Hosting durch Verlage und instabiler Zugriff zu Verlagsservern)[2]
- Catastrophic failure (Verfügbarkeitsstörungen z. B. durch Naturkatastrophen)[3]

- Transfer (Wechsel von Zeitschriften zu anderen Verlagen)[3]
- Ceased operation (Auflösung von Verlagen)[3]
- Post cancellation (Abbestellung durch die Bibliothek)[3]

NatHosting setzte zur Lösung dieses Problems auf eine Kombination aus Portico und einem Privaten LOCKSS-Network (PLN): Portico wird hierbei primär für das Angebot größerer Verlage verwendet, ein Privates LOCKSS-Network für den „long tail“ kleinerer besonders ausfallgefährdeter Verlage:
- Portico: Der US-amerikanische Dienst Portico speichert Kopien elektronischer Ressourcen redundant an geographisch getrennten Orten. Im Projekt NatHosting wird ein Konsortium deutscher Bibliotheken zur Bezahlung dieses Dienstes gebildet. Im Falle eines Trigger Events erhalten Nutzer Zugriff zu einer bei Portico gespeicherten Kopie der elektronischen Ressource.
- Privates LOCKSS-Network: Teilnehmende Bibliotheken speichern Kopien elektronischer Ressourcen direkt vor Ort auf eigenen Festplatten (sogenannten LOCKSS-Boxen). Da viele Bibliotheken an diesem System teilnehmen, wird ebenfalls eine redundante Speicherung und somit Ausfallsicherheit erreicht. Im Falle eines Trigger Evens erhalten Nutzer Zugriff auf eine in einer LOCKSS-Box gespeicherten Kopie.

## Projektorganisation
NatHosting bestand aus zwei aufeinander aufbauenden DFG-Projekten:
1. NatHosting (2014–2016): Im Projekt wurde das oben beschriebene Konzept erarbeitet.
2. NatHosting II (2018–2021): Im Nachfolgeprojekt sollte das Konzept umgesetzt werden, das Private LOCKSS-Network aufgebaut sowie die Finanzierungs- und Organisationsstruktur geschaffen werden.

Die zweite Projektphase endete, ohne dass ein einheitliches deutschlandweites Konzept in der Praxis umgesetzt werden konnte.
Die folgenden Einrichtungen bildeten das Projektkonsortium: die Bayerische Staatsbibliothek, das FIZ Karlsruhe, die Universitätsbibliothek Johann C. Senckenberg, das Karlsruher Institut für Technologie, das Institut für Bibliotheks- und Informationswissenschaft der HU Berlin und die Universitätsbibliothek Erlangen-Nürnberg.